# Дејвид Робинсон
Дејвид Морис Робинсон (енгл. David Maurice Robinson; Ки Вест, Флорида, 6. август 1965) бивши је професионални амерички кошаркаш. Играо је на позицији центра.
Изабран је као 1. пик на драфту 1987. од стране Сан Антонио спарса у којима је провео читаву НБА каријеру и са којима је освојио два НБА шампионска прстена (1999. и 2003. године).

## НБА каријера
На НБА драфту 1987. године је изабран као 1. пик од стране Сан Антонио спарса. Међутим он је паузирао прве две сезоне јер је био уврштен у америчкој морнарици. Иако је, по правилу НБА лиге, могао да изађе из уговора и да потпише за неки други клуб, Робинсон је одлучио да остане у Спарсима. У својој првој НБА сезони просечно је бележио 24 поена, 12 скокова и 4 блокаде, и једногласно је проглашен за најбољег новајлију године. Био је шести у поретку за најкориснијег играча лиге. Спарси су обезбедили плејоф где су елиминисани у полуфиналу Запада од Портланда. Од тог тренутка Спарси су играли плејоф седам сезона у низу. Робинсон је био члан тзв. дрим тима који је наступио на Олимпијским играма 1992. године у Барселони. У задњој утакмици у сезони 1993/94, Робинсон је постигао 71 поен против Лос Анђелес Клиперса. Те сезоне био је најбољи стрелац лиге. На једној од утакмица те сезоне постигао је квадрупл-дабл, пошто је имао 34 поена, 10 скокова, 10 асистенција и 10 блокада, чиме је постао четврти и последњи кошаркаш коме је то пошло за руком. Ипак је уследило разочарење, јер су Спарси били елиминисани у првом колу плејофа Запада од стране Јуте Џез. У сезони 1994/95 Робинсон је наставио са сјајним партијама. Ту сезону је крунисао титулом најкориснијег играча лиге. У плејофу Спарси су стигли до финала Запада где су изгубили у 6 утакмица од Хјустон Рокитса. Следеће сезоне Робинсон је одиграо само 6 утакмица због повреде стопала. Пошто је и Шон Елиот, друга виолина Спарса, паузирао пола сезоне такође због повреде, Спарси су одлучили да "танкују" сезону како би имали избор првог пика драфта. Те сезоне Спарси су имали само 20 победа.

### "Торњеви близанци"
Спарси су имали избор првог пика на НБА драфту 1997. године и изабрали су Тима Данкана. Робинсон је мирно препустио Данкану улогу лидера екипе, што је зачудило готово све у клубу. Већ у другој сезони "торњева близанаца", која је била скраћена на 50 утакмица због локаута, Спарси су освојили титулу пошто су у великом финалу победили Њујорк Никсе резултатом 4-2 у серији. Данкан је изабран за најкориснијег играча финала. Сезона 2002/03 је била последња сезона у Робинсоновој каријери. У утакмици 6 НБА финала 2003. године, која је била и последња утакмица у његовој каријери, постигао је 13 поена и 17 скокова. Спарси су славили на тој утакмици против Њу Џерзи Нетса резултатом 88-77, а Данкан је поново проглашен за најкориснијег играча финала.
Робинсон је у својој каријери просечно постизао 21 поен, 10 скокова и 3 блокаде. Један је од играча који су у каријери постигли преко 20,000 поена и један је од четири играча у НБА историји који су забележили квадрупл-дабл.
Један је од пет играча у НБА историји који су на једној утакмици постигли преко 70 поена (Елџин Бејлор, Вилт Чемберлен, Дејвид Томсон и Коби Брајант су једини играчи који су, уз Робинсона, постигли на једној утакмици више од 70 поена).
1996. године изабран је у 50 најбољих НБА играча свих времена. Његов дрес са бројем 50 је повучен од стране "Мамуза". 2009. године ушао је у Кошаркашкој Кући славних, а 2013. године је ушао у Кућу славних ФИБА.

## Успеси

### Клупски
- Сан Антонио спарси:
  - НБА (2): 1998/99, 2002/03.

### Репрезентативни
- Олимпијске игре:  1992, 1996,  1988.
- Светско првенство:  1986.
- Панамеричке игре:  1987.

### Појединачни
- Најкориснији играч НБА (1): 1994/95.
- НБА Ол-стар меч (10): 1990, 1991, 1992, 1993, 1994, 1995, 1996, 1998, 2000, 2001.
- Идеални тим НБА — прва постава (4): 1990/91, 1991/92, 1994/95, 1995/96.
- Идеални тим НБА — друга постава (2): 1993/94, 1997/98.
- Идеални тим НБА — трећа постава (4): 1989/90, 1992/93, 1999/00, 2000/01.
- Одбрамбени играч године НБА (1): 1991/92.
- Идеални одбрамбени тим НБА — прва постава (4): 1990/91, 1991/92, 1994/95, 1995/96.
- Идеални одбрамбени тим НБА — друга постава (4): 1989/90, 1992/93, 1993/94, 1997/98.
- НБА новајлија године: 1989/90.
- Идеални тим новајлија НБА — прва постава: 1989/90.
- НБА спортска личност године (1): 2000/01.